# Bùi Khánh Linh
Bùi Khánh Linh (sinh ngày 26 tháng 12 năm 2002) là một á hậu, hoa khôi người Việt Nam. Cô giành ngôi vị Á hậu 1 tại cuộc thi Hoa hậu Hòa bình Việt Nam 2023 cùng với giải phụ Miss Star Kombucha và Miss Elasten Trước đó cô từng lọt vào Top 5 Hoa hậu Thế giới Việt Nam 2023, đạt giải Hoa khôi Áo dài cuộc thi King and Queen Học viện Nông Nghiệp Việt Nam 2020.

## Tiểu sử
Bùi Khánh Linh sinh năm 2002 tại Bắc Giang, cô đang là sinh viên năm 4 Khoa Kinh doanh nông nghiệp tiên tiến tại Học viện Nông nghiệp Việt Nam. Năm học 2020 - 2021 vừa qua, cô là sinh viên có thành tích học tập xuất sắc với GPA 3.63/4. Cô từng chia sẻ, bản thân muốn theo học ngành kinh doanh nông nghiệp vì muốn làm giàu từ nông phẩm trên quê hương. Cô dự định quảng bá hình ảnh Bắc Giang với dự án trồng rừng, phủ xanh đồi trọc. Nhưng cô chưa có 1 dự án nào về trồng rừng trong suốt quá trình đương nhiệm của mình
Khánh Linh còn rất yêu thích bóng đá, cô từng là thành viên đội bóng ở đại học. Thời cấp ba, cô từng giành danh hiệu thủ môn xuất sắc ở giải trường. Cô nói vị trí bắt bóng giúp rèn tính tập trung, thể lực và đặc biệt là sức bật.

## Sự nghiệp

### Hoa hậu Thế giới Việt Nam 2022, 2023
Đêm chung kết Hoa hậu Thế giới Việt Nam 2022 diễn ra tại Quy Nhơn, Bình Định và cô đã lọt vào Top 10. Chung cuộc, chủ nhân của chiếc vương miện đã gọi tên Huỳnh Nguyễn Mai Phương, Á hậu 1 là Lê Nguyễn Bảo Ngọc và Á hậu 2 là Nguyễn Phương Nhi.
Sau đó, cô tiếp tục quay lại Hoa hậu Thế giới Việt Nam 2023. Lần này, cô có bước tiến xa hơn khi lọt vào Top 5 chung cuộc cùng với giải phụ Người đẹp Biển. Ngôi vị Hoa hậu gọi tên Huỳnh Trần Ý Nhi, Á hậu 1 thuộc về Đào Thị Hiền và Á hậu 2 là Huỳnh Minh Kiên.

### Hoa hậu Hòa bình Việt Nam 2023
Cô chính thức đạt danh hiệu Á hậu 1 chung cuộc cùng giải phụ Miss Star Kombucha và Miss Elasten. Đăng quang ngôi vị cao nhất là Lê Hoàng Phương, Á hậu 2 là Trương Quí Minh Nhàn, Á hậu 3 gọi tên Lê Thị Hồng Hạnh và Á hậu 4 thuộc về Đặng Hoàng Tâm Như.

### Hoa hậu Liên lục địa 2024
Cô chính thức là đại diện Việt Nam tại cuộc thi Hoa hậu Liên lục địa 2024 được diễn ra vào tháng 12 tại Ai Cập.

## Thành tích
- Hoa khôi Áo dài Học viện Nông nghiệp Việt Nam 2020
- Hoa khôi THPT Phương Sơn 2020
- Top 10 Hoa hậu Thế giới Việt Nam 2022
- Top 5 Hoa hậu Thế giới Việt Nam 2023
  - Người đẹp Biển
- Á hậu 1 Hoa hậu Hòa bình Việt Nam 2023
- Á hậu 3 Hoa hậu Liên lục địa 2024
  - Hoa hậu Liên lục địa châu Á & châu Đại Dương